# Илейн Кофман
Илейн Кофман (на английски: Elaine Coffman) е американска писателка на произведения в жанра драма, исторически и паранормален любовен роман и романтичен трилър.

## Биография и творчество
Барбара Илейн Гюнтер Кофман е родена на 19 юни 1942 г. в Сан Диего, Калифорния, САЩ, в семейството на военноморския офицер Уилям Гюнтер и Една Дейвидсън. От тригодишна възраст живее в Мидланд, Тексас, където завършва гимназия. Получава бакалавърска степен от университета на Северен Тексас. След дипломирането си работи като учител в начално училище в Мидланд. Едновременно получава магистърска степен за логопед в Тексаския технически университет в Лъбък. Започва да пише през 1985 г.
Първият ѝ роман „My Enemy, My Love“ (Моят враг, моя любов) е издаден през 1988 г. За него е вдъхновена от рисмо на прабабата си Празана Джейн Доуел Шаклет написано през 1920 г., в което тя разказва за своето пътуване от Бранденбург, Кентъки до Сан Антонио, Тексас, и след това тръгва с армейски конвой до Ел Пасо, Тексас, където брат ѝ Бен Доуел, ветеран от войната в Мексико, е първият кмет на Ел Пасо.
Романът ѝ „If You Love Me“ (Ако ме обичаш) от поредицата „Маккинън“ е първият включен в списъка на бестселърите на „Ню Йорк Таймс“.
Първият ѝ трилър „Alone in the Dark“ (Сам в мрака) е публикуван през 2006 г.
Има син и две дъщери – Чък, Лесли и Ашли.
Илейн Кофман живее със семейството си в Остин, Тексас.

## Произведения

### Самостоятелни романи
- My Enemy, My Love (1988)
- If My Love Could Hold You (1989)
- Escape Not My Love (1990)
- A Time for Roses (1994)
Време за рози, изд.: ИК „Ирис“, София (1996), прев. Илия Илиев
- Someone Like You (1997)
- Hero (2006)
- Alone in the Dark (2006)
- Fireworks (2014)

### Серия „Маккинън“ (Mackinnon)
1. Angel in Marble (1991)
Ангел в мрамора, изд.: ИК „Ирис“, София (1995), прев. Андрей Крупев
2. For All the Right Reasons (1991)
3. Somewhere Along the Way (1992)
4. So This Is Love (1993)
5. Heaven Knows (1994)
6. When Love Comes Along (1995)
7. If You Love Me (1997)

### Серия „Маккинън-Дъглас“ (Mackinnon-Douglas)
1. The Bride of Black Douglas (2000)
2. The Return of Black Douglas (2011)
3. Lord of the Black Isle (2012)

### Серия „Италиански хроники“ (Italian Chronicles)
1. The Fifth Daughter (2001)
2. The Italian (2002)

### Серия „Греъм-Ленъкс“ (Graham-Lennox)
1. The Highlander (2003)
2. Let Me Be Your Hero (2004)
3. By Fire and by Sword (2006)

### Новели
- Bride of the Black Scot (2014)
- Bride of Blackness Castle (2014)

### Сборници
- Tis the Season (1997) – Лиза Джаксън, Кат Мартин и Катрин Сътклиф